# Mirko Nišović
Mirko Nišović (n. 2 iulie 1961, Zemun, RP Serbia, RSF Iugoslavia) este un canoist ce a reprezentat Serbia, medaliat olimpic. A participat la 3 ediții ale Jocurilor Olimpice (1980, 1984, 1988) în care a câștigat o medalie de aur și o medalie de argint.